# Hellenic Football League
De Hellenic Football League is een Engelse regionale voetbalcompetitie voor clubs uit de regio's Berkshire, Gloucestershire, Oxfordshire, Zuid-Buckinghamshire, Zuid-Herefordshire, West-Londen en Noord-Wiltshire. Ook de graafschappen Hampshire en Northamptonshire worden beide door één team vertegenwoordigd.

## Geschiedenis
De competitie werd opgericht in 1953 met slechts één divisie: de Premier Division. Na drie seizoenen werd Division One toegevoegd, en in het seizoen 1971/72 was er eenmalig een Division One A en Division One B. Voor aanvang van het seizoen 2000/01, toen de voormalige Chiltonian League werd opgenomen in de competitie, is Division One opnieuw opgesplitst. Deze divisie bestaat daarom tegenwoordig uit de gelijkwaardige Division One East en Division One West.
De grote hervormingen binnen het Engelse voetbal in 2004 hebben ertoe geleid dat de competitie deel uitmaakt van het vijfde en zesde niveau van het National League System. De kampioen van de Premier Division, het vijfde niveau, kan promoveren naar de Southern League, mits die voldoet aan de facilitaire eisen van die competitie. Dezelfde voorwaarden gelden voor de nummers één en twee van Division One East en Division One West, die in principe allemaal in aanmerking komen voor promotie naar de Premier Division. Clubs die uitkomen in vergelijkbare competities op het zevende niveau kunnen, afhankelijk van hun prestaties, worden toegelaten tot Division One East of Division One West.

## Vorige kampioenen
De competitie begon met in het seizoen 1953/54 met alleen een Premier Division. In 1956 werd Division One toegevoegd.
| Seizoen | Premier Division  | Division One               |
| ------- | ----------------- | -------------------------- |
| 1953/54 | Didcot Town       |                            |
| 1954/55 | Witney Town       |                            |
| 1955/56 | Headington United |                            |
| 1956/57 | Abingdon Town     | Luton Town Colts           |
| 1957/58 | Witney Town       | Aylesbury Town Corinthians |
| 1958/59 | Abingdon Town     | Thatcham Town              |
| 1959/60 | Abingdon Town     | Hazells                    |
| 1960/61 | Bicester Town     | Chipping Norton Town       |
| 1961/62 | Thame United      | Botley United              |
| 1962/63 | Yiewsley          | Amersham Town              |
| 1963/64 | Amersham Town     | Henley Town                |
| 1964/65 | Witney Town       | Thatcham Town              |
| 1965/66 | Witney Town       | Princes Risborough Town    |
| 1966/67 | Witney Town       | Pinehurst                  |
| 1967/68 | Hazells           | Henley Town                |
| 1968/69 | Wallingford Town  | Oxford City Reserves       |
| 1969/70 | Thame United      | Clanfield                  |
| 1970/71 | Witney Town       | Hungerford Town            |

In het seizoen 1971/72 bestond Division One uit Division One A en Division One B.
| Seizoen | Premier Division | Division One  | Division One         |
| Seizoen | Premier Division | A             | B                    |
| ------- | ---------------- | ------------- | -------------------- |
| 1971/72 | Witney Town      | Fairford Town | Chipping Norton Town |

Na één seizoen werden Division One A en Division One B weer samengevoegd tot één Division One.
| Seizoen | Premier Division     | Division One             |
| ------- | -------------------- | ------------------------ |
| 1972/73 | Witney Town          | Thatcham Town            |
| 1973/74 | Moreton Town         | Cirencester Town         |
| 1974/75 | Thatcham Town        | Maidenhead Town          |
| 1975/76 | Burnham              | Abingdon Town            |
| 1976/77 | Moreton Town         | Didcot Town              |
| 1977/78 | Chipping Norton Town | Bicester Town            |
| 1978/79 | Newbury Town         | Northwood                |
| 1979/80 | Bicester Town        | Hazells                  |
| 1980/81 | Newbury Town         | Wantage Town             |
| 1981/82 | Forest Green Rovers  | Lambourn Sports          |
| 1982/83 | Moreton Town         | Rayners Lane             |
| 1983/84 | Almondsbury Greenway | Morris Motors            |
| 1984/85 | Shortwood United     | Pegasus Juniors          |
| 1985/86 | Sharpness            | Viking Sports            |
| 1986/87 | Abingdon Town        | Bishops Cleeve           |
| 1987/88 | Yate Town            | Cheltenham Town Reserves |
| 1988/89 | Yate Town            | Almondsbury Picksons     |
| 1989/90 | Newport AFC          | Carterton Town           |
| 1990/91 | Milton United        | Cinderford Town          |
| 1991/92 | Shortwood United     | Wollen Sports            |
| 1992/93 | Wollen Sports        | Tuffley Rovers           |
| 1993/94 | Moreton Town         | Carterton Town           |
| 1994/95 | Cinderford Town      | Endsleigh                |
| 1995/96 | Cirencester Town     | Purton                   |
| 1996/97 | Brackley Town        | Ardley United            |
| 1997/98 | Swindon Supermarine  | Ardley United            |
| 1998/99 | Burnham              | Pegasus Juniors          |
| 1999/00 | Banbury United       | Cheltenham Saracens      |

Met ingang van het seizoen 2000/01 werd Division One opgesplitst in Division One East en Division One West.
| Seizoen | Premier Division    | Division One     | Division One        |
| Seizoen | Premier Division    | East             | West                |
| ------- | ------------------- | ---------------- | ------------------- |
| 2000/01 | Swindon Supermarine | Henley Town      | Gloucester United   |
| 2001/02 | North Leigh         | Finchampstead    | Hook Norton         |
| 2002/03 | North Leigh         | Quarry Nomads    | Slimbridge          |
| 2003/04 | Brackley Town       | Wantage Town     | Purton              |
| 2004/05 | Highworth Town      | Eton Wick        | Shrivenham          |
| 2005/06 | Didcot Town         | Hounslow Borough | Winterbourne United |
| 2006/07 | Slimbridge          | Bisley Sports    | Lydney Town         |
| 2007/08 | North Leigh         | Chalfont Wasps   | Winterbourne United |
| 2008/09 | Hungerford Town     | Binfield         | Hardwickes          |
| 2009/10 | Almondsbury Town    | Thame United     | Slimbridge          |
| 2010/11 | Wantage Town        | Holyport         | Headington Amateurs |
| 2011/12 | Oxford City Nomads  | Newbury          | Tytherington Rocks  |
| 2012/13 | Marlow              | Rayners Lane     | Brimscombe & Thrupp |
| 2013/14 | Wantage Town        | Milton United    | Tytherington Rocks  |